# Pneumatischer Muskel

Pneumatischer Muskel

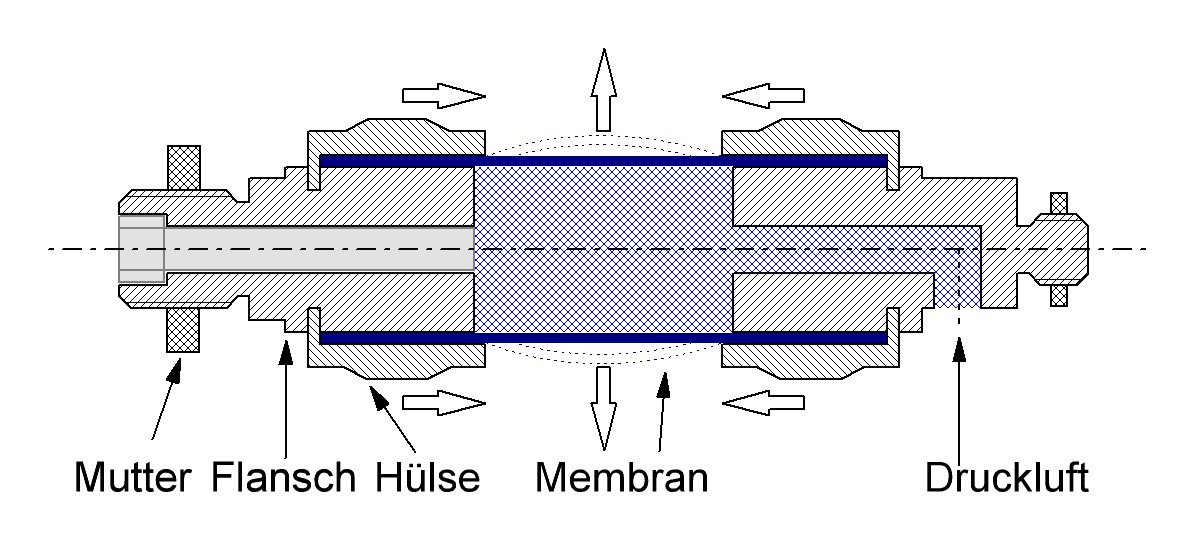
Pneumatischer Muskel - Mechanischer Aufbau

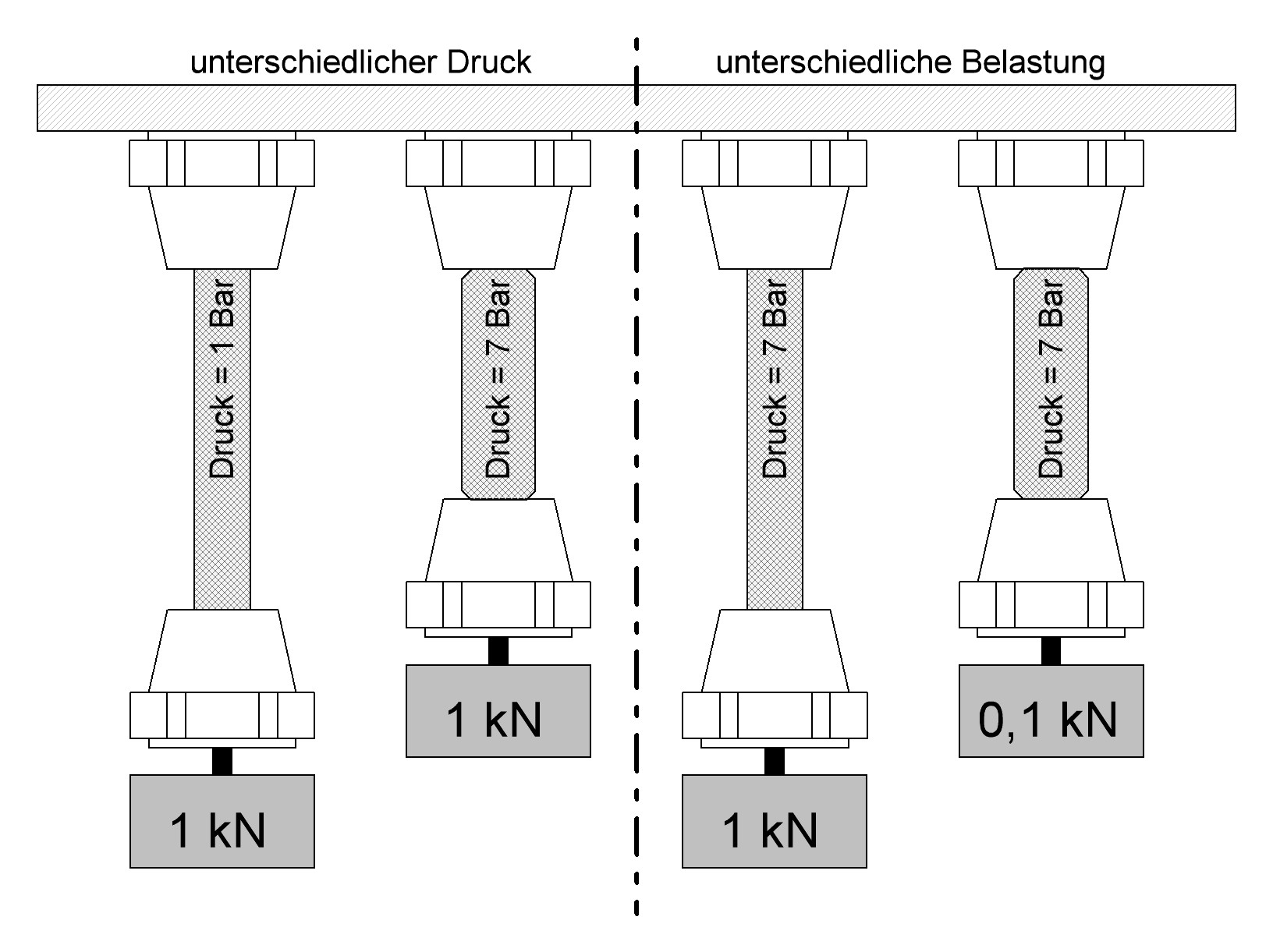
Pneumatischer Muskel - Belastung

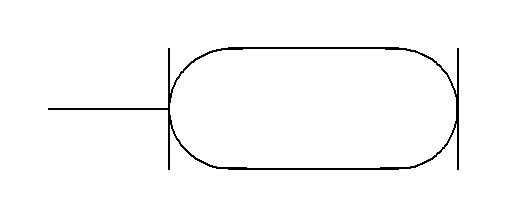
Pneumatischer Muskel - Symbol für Pläne

Ein Pneumatischer Muskel (engl. Fluidic Muscle) ist ein Aktor (Arbeitsgerät) in der Pneumatik (Fluidtechnik) und wird zur Verrichtung schneller Arbeiten eingesetzt.

## Allgemeines
Der Pneumatische Muskel ist ein Membran-Kontraktions-System, auch als Zugaktor bekannt, welches dem Biologischen Muskel (siehe auch Muskelkontraktion) nachempfunden ist. Er besteht aus einem druckdichten Schlauch mit einem eingearbeiteten rautenförmigen Gewebenetz aus hochfesten Fasern. Wird der Kontraktionsschlauch mit Druck beaufschlagt, dehnt er sich in Querrichtung aus und zieht sich in der Längsrichtung zusammen. Die eingearbeiteten Fasern sind dafür zuständig, den Schlauch in Form zu halten und die Ausdehnung auf eine Längenänderung (ca. 15–25 %) zu beschränken und zu stabilisieren.
Da der Muskel über keine beweglichen / verschiebbaren Teile verfügt, arbeitet er weitestgehend reibungsfrei. Dadurch ist es möglich gleichförmige und sehr langsame Bewegungen ruckfrei ohne Stick-Slip-Effekt auszuführen, aber auch sehr schnelle und sehr hohe Arbeitsfrequenzen. Durch die geringe Masse bzw. das sehr hohe Kraft-Gewicht-Verhältnis des Aktors ist es ihm möglich, sehr hohe Beschleunigungswerte von bis zu 50 m/s2 und bis zu 10-fach höhere Anfangskraft gegenüber einem Zylinder gleichen Durchmessers zu erreichen. Die nutzbare Zugkraft hat ihr Maximum zu Beginn der Kontraktion und fällt nahezu linear mit dem Hub ab.
Der „Muskel“ ist als reines Zugsystem aufgebaut (einfach wirkender Aktor) und nicht für Aufgaben geeignet, die die Bewegung in Umfangsrichtung ausnutzen. Dadurch könnte der Druckschlauch beschädigt werden und eine sichere Funktion ist nicht mehr gegeben.
Die Nennlänge wird im unbelasteten Zustand angegeben und entspricht der sichtbaren Schlauchlänge. Durch Zugbelastung / Vorspannung expandiert der Muskel, wodurch er seine maximale Kraft und Kontraktion bei Druckbeaufschlagung entfalten kann.
Bei Änderung der äußeren Belastung verhält sich der Muskel wie eine Feder und folgt der Kraftrichtung. Dadurch lässt er sich auch als „Pneumatische Feder“ mit verschiedenen „Federkennlinen“ einsetzen, welche durch das Luftvolumen und den Luftdruck bestimmt werden. Die Spannkraft und Steifigkeit können so optimal auf die Arbeitsbedingungen abgestimmt werden.
| Baugröße                                  | 10                  | 20                  | 40                  |
| Innen-{\displaystyle \varnothing }, in mm | 10                  | 20                  | 40                  |
| Nennlänge, in mm                          | 40…9000             | 60…9000             | 120…9000            |
| Max. Zusatzlast, frei hängend, in kg      | 30                  | 80                  | 250                 |
| Max. zulässige Kontraktion                | 25 % der Nennlänge  | 25 % der Nennlänge  | 25 % der Nennlänge  |
| Max. Hysterese, in % der Nennlänge        | ≤ 3                 | ≤ 25                | ≤ 25                |
| Wiederholgenauigkeit                      | ≤ 1 % der Nennlänge | ≤ 1 % der Nennlänge | ≤ 1 % der Nennlänge |
| Theoretische Kraft, in N                  | 630                 | 1500                | 6000                |

## Anwendungen
Er wird aufgrund seiner Bauart und den dadurch resultierenden Vorteilen für schnelle Aufgaben eingesetzt:
- Sortier- und Positionieraufgaben
- Spann- und Greiftechnik
- Hochgeschwindigkeits-Schneidvorgänge
- Notstop-Einrichtungen
- Antrieb von Stanzwerkzeugen
- Stick-Slip-freie Bewegungen
- Bandkantensteuerungen
- Gurtspanner
- Schwingungserreger

Durch das hermetisch abgedichtete Innenleben ist er auch sehr gut für die Lebensmittelindustrie oder für staubige und schmutzige Umgebungen geeignet, da diese äußeren Bedingungen die Arbeit des Pneumatischen Muskels nicht beeinträchtigen.